# Комисия за защита от дискриминация
Комисията за защита от дискриминация (КЗД) е български национален независим специализиран държавен квазисъдебен орган за предотвратяване на дискриминация, защита от дискриминация и провеждане на държавната политика в областта на равните възможности и равното третиране на всички граждани на територията на Република България.
Тя представлява „национален орган за равенството“, какъвто имат всички страни-членки на Европейския съюз. Комисията е юридическо лице на бюджетна издръжка със седалище в София и свои регионални представители, което осъществява контрол по прилагането и спазването на Закона за защита от дискриминация (ЗЗДискр) или други закони, уреждащи равенство в третирането.
КЗД има правомощията да разглежда и решава случаи на дискриминация, да налага принудителни административни мерки и санкции при констатирани нарушения, да постановява преустановяване на нарушението и възстановяване на първоначалното положение, да дава препоръки до държавните и общинските органи за преустановяване на дискриминационни практики и за отмяна на техни актове, издадени в нарушение на законодателството, уреждащо равенство в третирането, да дава становища по проекти на нормативни актове за съответствието им със законодателството за предотвратяване на дискриминацията, както и препоръки за приемане, отменяне, изменение и допълнение на нормативни актове във връзка с равното третиране.
КЗД е независими орган и структурно стои извън системата на разделението на властите. В този смисъл тя не е част от изпълнителната власт, за да може да действа независимо от нея, включително и като се произнася срещу нея и ѝ дава предписания и препоръки. Такава е изричната воля на българския законодател, който урежда КЗД, за да транспонира inter alia Директива 2000/43/ЕС и Директива 2002/73/ЕС, изискващи държавите членки на Европейския съюз да създадат независим орган за утвърждаване на недискриминацията. Комисията има правомощия по отношение на приемане, отменяне, изменение или допълнение на нормативни актове при несъответствието им с националните и международните правни норми за равно третиране.
КЗД има акредитация с клас B като национална институция за правата на човека от Международния координационен комитет на националните институции за правата на човека.
Решенията на КЗД са индивидуални административни актове и като такива подлежат на обжалване по реда на Административнопроцесуалния кодекс.

## Нормативна база
КЗД е специализиран квазисъдебен орган за равенство по смисъла на антидискриминационното право на Европейския съюз, създаден и функциониращ в съответствие с Конвенцията на Организацията на обединените нации за правата на хората с увреждания, Парижките принципи относно статута и функционирането на националните институции за насърчаване и защита на правата на човека и Препоръка № 2 на Европейската комисия срещу расизма и нетолерантността (ЕКРН) към Съвета на Европа. В националното законодателство тези норми са транспонирани в чл. 40 на Закона за защита от дискриминация (ЗЗДискр), уреждащ статута на Комисията.
Производството за установяване на дискриминация е регламентирано в глава четвърта, раздел I от ЗЗДискр. То е законодателна гаранция за спазване на правото на равно третиране на всеки гражданин на територията на Република България при упражняване на основни човешки права, на образование, достъп до здравеопазване, труд, пенсия, сдружаване на работниците и служителите, личен и семеен живот, достойнство на личността, достъп до стоки и услуги, социално подпомагане, свободно придвижване, вероизповедание и т.н.

## Структура
Съгласно чл. 41 от ЗЗДискр КЗД се състои от девет души, от които поне четирима са юристи. Народното събрание избира петима от членовете, в това число председателя и заместник-председателя на комисията, а президентът на Република България назначава четирима от членовете на комисията. Мандатът им е 5 години. ЗЗДискр. не залага определена ротация на членовете на КЗД подобно на предвидена за членовете на Конституционния съд, които се обновяват последователно, а не изцяло.
Комисията разглежда конкретни спорове в пет тричленни постоянни заседателни състави, разделени по признаци, по които те са специализирани; в петчленни разширени състави (случаи на множествена дискриминация), които се произнасят по повече от един признак; и в ad hoc състави, които се формират, когато по производството не е посочен изричен признак или когато член на някой от постоянните състави е вносител на доклад за самосезиране, по който съставът работи, и поради това не може да бъде негов член при разглеждане на образуваната преписка.

### Членове

#### 2005 – 2012
- Кемал Еюп (председател)
- Лало Каменов (зам. председател)
- Хари Алексиев
- Доц. Ирина Мулешкова
- Есен Фикри Мустафа
- Росица Георгиева
- Доц. Благой Видин
- Зора Генчева
- Анели Чобанова

#### 2012 – 2017
С решение на XLI народно събрание от 13 юли 2012 г. и укази от 13 юли 2012 г. на президента на Република България, за членове на КЗД са назначени:
| Име                                                     | Квота     | По предложение на                      |
| ------------------------------------------------------- | --------- | -------------------------------------- |
| Ана Владимирова Страшимирова-Джумалиева (председателка) | Парламент | ПГ на ПП „ГЕРБ“                        |
| Баки Хасанов Хюсеинов (зам.-председател)                | Парламент | ПГ на „Коалиция за България“           |
| Атанас Георгиев Мусорлиев                               | Парламент | ПГ на ПП „Атака“                       |
| Кемал Еюп Адил                                          | Парламент | ПГ на ПП „Движение за права и свободи“ |
| Сабри Салиев Ахмедов                                    | Парламент | ПГ на ПП „ГЕРБ“                        |
| Ивайло Стефанов Савов                                   | Президент | -                                      |
| Златина Манолова Касърова-Дукова                        | Президент | -                                      |
| София Кирилова Йовчева                                  | Президент | -                                      |
| Лало Пацев Каменов                                      | Президент | -                                      |

#### 2017 – 2022
С решение на XLIV народно събрание от 28 юли 2017 г. и укази на президента от 4 август 2017 г. за членове на КЗД са назначени:
| Име                                        | Квота     | По предложение на |
| ------------------------------------------ | --------- | --- |
| Ана Владимирова Джумалиева (председателка) | Парламент | Цветан Генчев Цветанов Снежана Георгиева Дукова Галя Енева Захариева Пламен Иванов Манушев Кирил Боянов Калфин Парламентарна група на ПП ГЕРБ           |
| Баки Хасанов Хюсеинов (зам.-председател)   | Парламент | Драгомир Велков Стойнев Жельо Иванов Бойчев Антон Константинов Кутев Кристиан Иванов Вигенин Филип Стефанов Попов Парламентарна група „БСП за България“ |
| Сабрие Тайфи Сапунджиева                   | Парламент | Хамид Бари Хамид Парламентарна група „Движение за права и свободи“                                                                                      |
| Златина Манолова Касърова-Дукова           | Парламент | Цветан Генчев Цветанов Снежана Георгиева Дукова Галя Енева Захариева Пламен Иванов Манушев Кирил Боянов Калфин Парламентарна група на ПП ГЕРБ           |
| Орлин Димитров Колев                       | Парламент | Борис Янков Ячев Христиан Радев Митев Парламентарна група „Обединени патриоти“                                                                          |
| Владимира Владимирова Стоименова-Делийска  | Президент | Едно физическо лице |
| Наско Руменов Атанасов                     | Президент | Пет юридически лица |
| Петър Илиянов Кичашки                      | Президент | Двадесет и девет юридически лица и десет физически лица                                                                                                 |
| София Кирилова Йовчева                     | Президент | Две юридически лица |

Поради бездействие на Народното събрание, независимо че по закон мандатът на членовете е до 2022 г., процедура за избор на следващи е открита едва от 51-ото Народно събрание през февруари 2025 г.

#### 2025 – 2030
През февруари 2025 г. 51-ото Народно събрание открива процедура по избор на членове на КЗД. Номинирани са 7 души:
- Баки Хасанов Хюсеинов, номиниран от парламентарната група на „БСП – Обединена левица“
- Теодора Каменова Каменова, номинирана от парламентарната група на „Има такъв народ“
- Нериман Велинова Палева, номинирана от парламентарната група на „Демокрация, права и свободи – ДПС“
- Елена Николова Чернева-Маркова, номинирана от народни представители от „ГЕРБ“ (Красимир Митков Събев, Ябленка Димитрова Трайкова, Гюнай Хюсмен Хюсмен, Галя Стоянова Василева, Андрей Стоянов Рунчев, Иван Йовков Червенков) и „Има такъв народ“ (Танер Кадир Тюркоглу)
- Елка Йорданова Божова, номинирана от народни представители от „ГЕРБ“ (Красимир Митков Събев, Ябленка Димитрова Трайкова, Гюнай Хюсмен Хюсмен, Галя Стоянова Василева, Андрей Стоянов Рунчев, Иван Йовков Червенков) и „Има такъв народ“ (Танер Кадир Тюркоглу)
- Златина Манолова Касърова-Дукова, номинирана от народни представители от „ГЕРБ“ (Красимир Митков Събев, Ябленка Димитрова Трайкова, Гюнай Хюсмен Хюсмен, Галя Стоянова Василева, Андрей Стоянов Рунчев, Иван Йовков Червенков) и „Има такъв народ“ (Танер Кадир Тюркоглу)
- Ева Димитрова Жечева, номинирана от парламентарната група на „Продължаваме промяната – Демократична България“

С решения от 8 май 2025 г. на Народното събрание и укази на президента за членове на КЗД през 2025 г. са назначени:
| Име                                               | Квота     | По предложение на |
| ------------------------------------------------- | --------- | --- |
| Елка Йорданова Божова (председателка)             | Парламент | Красимир Митков Събев Ябленка Димитрова Трайкова Гюнай Хюсмен Хюсмен Галя Стоянова Василева Андрей Стоянов Рунчев Иван Йовков Червенков Танер Кадир Тюркоглу Членове на парламентарната група на ГЕРБ – СДС |
| Елена Николова Чернева-Маркова (зам.-председател) | Парламент | Красимир Митков Събев Ябленка Димитрова Трайкова Гюнай Хюсмен Хюсмен Галя Стоянова Василева Андрей Стоянов Рунчев Иван Йовков Червенков Танер Кадир Тюркоглу Членове на парламентарната група на ГЕРБ – СДС |
| Баки Хасанов Хюсеинов                             | Парламент | Парламентарна група „БСП – обединена левица“ |
| Златина Манолова Касърова-Дукова                  | Парламент | Красимир Митков Събев Ябленка Димитрова Трайкова Гюнай Хюсмен Хюсмен Галя Стоянова Василева Андрей Стоянов Рунчев Иван Йовков Червенков Танер Кадир Тюркоглу Членове на парламентарната група на ГЕРБ – СДС |
| Теодора Каменова Каменова                         | Парламент | Парламентарна група „Има такъв народ“ |
| Иво Христов Петков                                | Президент | Няма данни |
| Лазар Манолов Лазаров                             | Президент | Няма данни |
| Наско Руменов Атанасов                            | Президент | Няма данни |
| Бойка Ивайлова Чернева                            | Президент | Няма данни |

### Регионални представителства
Освен централния си офис в София, КЗД има и регионални представителства в Бургас, Варна, Велико Търново, Видин, Враца, Габрово, Добрич, Кърджали, Ловеч, Монтана, Пазарджик, Пловдив, Разград, Русе, Силистра, Сливен, Стара Загора, Шумен.

## Противоречия, критики и случаи от обществен интерес
- През 2009 г. КЗД налага глоба на столичния кмет Бойко Борисов по жалба на група социалисти от Бургас, заради негово изказване, в което твърди, че „Всички в БСП са без морал“. Решението за паричната санкция е прието след отказа на Борисов да се извини на засегнатите, както му предписва Комисията.[34][35]
- През 2010 г. КЗД налага глоба на игумена на Троянския манастир епископ Теодосий за това, че през 2008 г. е изгонил Петър Кичашки и други хора с увреждания от светата обител и ги е обявил за „грешници“ и „прокълнати“.[36][37][38] Скоро след това игуменът е освободен от Светия Синод на Българската православна църква, „заради много затруднения, с които не се справя“.[39]
- През 2011 г. КЗД налага безпрецедентна до този момент глоба в размер на 21 950 лв. на Българска телекомуникационна компания (Виваком) за съкращения на персонал, извършени при дискриминационен подбор на служителите по възраст – през юни 2009 г. всички сътрудници по продажбите в БТК центровете и в отделите „Продажби“ в цялата страна на възраст над 30 години са поканени на работна среща за обсъждане на текущи въпроси, включително и резултатите на компанията. На тези срещи на всички присъстващи е било обяснено, че работодателят желае да подмени персонала си с по-млад, независимо от професионалните и личностни качества на дългогодишни негови служители. Представителите на отдел „Човешки ресурси“ връчили на всички заповеди за прекратяване на трудовото им правоотношение по инициатива на работодателя срещу предложено обезщетение.[40]
- С решение от март 2012 г. КЗД установява тормоз и подбуждане към дискриминация в действия на популярния телевизионен водещ Юлиан Вучков като автор и водещ на предаването „Времена и нрави“ в ефира на телевизия „Канал 3“. Наложена му е глоба в размер на 250 лв.[41][42] Решението на КЗД е по повод изказвания на Вучков в предаване от 8 февруари 2011 г., в което гост е действащият премиер на България Бойко Борисов. В рамките на предаването Вучков засяга множество разнообразни теми, сред които и видимостта на ЛГБТ хората в обществото. Тази част от разговора той определя тематично като въпрос за „възхвала[та] на извратеностите“ и коментира критично европейските политики за равното третиране: „Да не говорим за това... възхвала на извратеностите. Аз знам за Европейския съюз, той е много деликатен тоя Европейски съюз, нали. Може да говориш против тия, които са нормалните мъже, нали, мъжаги дето се казва. Може да ги направиш на пестил, но не можеш да кажеш нито една дума за един гей, защото може да те осъдят. Да са живи и здрави гейовете – да работят, но те не могат да манифестират своята гейовщина по гаден начин. А това е вече в много телевизии, в много програми, в много концертни зали. Бойко, недей подценява това нещо. Това е атмосферата на нашия живот.“[43][44][45] Борисов се включва в темата с твърдението, че членовете на ПП „ГЕРБ“ са „нормални“: „Слава Богу, още сме нормални. Така да продължиме, да не е на стари години да се окалпазаниме“.[43][44][46] Вучков обжалва решението,[47] което е отменено от Административен съд София–град с решение от 22.06.2012 г.[48]
- През 2012 г. Синдикалната федерация на служителите в Министерство на вътрешните работи (СФСМВР) подава пред КЗД жалба срещу министъра на вътрешните работи Цветан Цветанов по повод това, че служителите в МВР не получават допълнителни възнаграждения за работа в празнични дни, работа през нощта, както и за времето на разположение. Жалбата пред Комисията идва след препоръка на Омбудсмана на Република България за предприемане на действия, целящи нормативно регламентиране на полагания от служителите на МВР труд. Първото заседание е насрочено за 19 март.[49]
- През 2012 г. първият състав на Комисията за защита от дискриминация е сменен с нов,[50] след като с две години е просрочено освобождаването на първоначалните членове от мандата им, който де юре приключил през 2010 г. Забавянето се дължи на липсата на инициатива по избора на нови членове от страна на парламента. За председател е назначена Ана Страшимирова от ПП ГЕРБ. Скоро след смяната на състава част от бившите вече членове на Комисията посочват избора на новия състав за незаконосъобразен, тъй като са нарушени няколко отрицателни процесуални предпоставки за назначаването на част от членовете.[51]
- Два месеца след встъпването си в длъжност през 2012 г. вторият персонален състав в историята на КЗД гласува раздаването на бонуси, спестени от фонд „Работна заплата“. Деветимата членове получават по една цяла заплата допълнително или общо 27 000 лв. Бонуси получават и шефовете на дирекции, както и служителите в администрацията.[52][53] След изнасянето на информацията в медиите членовете на Комисията решават да върнат бонусите, за да сложат край на негативното отношение към институцията. Според председателката Страшимирова скандалът е провокиран от бивши членове на комисията и това се случва точно в момент, когато предстои да бъде гласуван бюджетът за следващата година, за който финансовият министър Симеон Дянков предлага да бъде намален с 500 000 лв., с което ще падне на 1 380 000 лв.[54][55] Бившият член на Комисията, Анели Чобанова, заявява пред медии, че през първите пет месеца от встъпването си в длъжност първоначалният състав на КЗД е работил без заплати, а след освобождаването им тя не е получила обезщетения за неизползван платен годишен отпуск в размер на 10 000 лв.[56]